# Chris Davis
Christopher Lyn Davis (ur. 17 marca 1986) – amerykański baseballista, który występował na pozycji pierwszobazowego.

## Przebieg kariery

### Texas Rangers
Davis został wybrany w 2006 roku w piątej rundzie draftu przez Texas Rangers i początkowo występował w klubach farmerskich tego zespołu, między innymi w Oklahoma RedHawks, reprezentującym poziom Triple-A. W Major League Baseball zadebiutował 26 czerwca 2008 w meczu przeciwko Houston Astros, rozgrywanym w ramach interleague play, jako pinch hitter, w którym zaliczył uderzenie i zdobył runa.

### Baltimore Orioles
W lipcu 2011 w ramach wymiany zawodników przeszedł do Baltimore Orioles.
6 maja 2012 w wygranym po 17 inningach przez Orioles spotkaniu z Boston Red Sox, w ostatnim inningu zagrał na pozycji miotacza i zaliczył zwycięstwo, zaś zapolowy Darnell McDonald z Red Sox przegraną; był to pierwszy przypadek od 1925 kiedy obydwie drużyny w meczu MLB zmuszone był wystawić na pozycji miotacza zawodnika z pola, niebędącego miotaczem. 31 lipca 2012 w meczu przeciwko New York Yankees zdobył pierwszego w karierze grand slama.
W kwietniu 2013 wyrównał rekord MLB, stając się jednym z czterech zawodników (po Willie Maysie, Marku McGwire i Nelsonie Cruzie), którzy zdobyli home runa w pierwszych czterech meczach sezonu. 16 lipca 2013 po raz pierwszy wystąpił w Meczu Gwiazd; otrzymując 8 272 243 głosów zagrał w wyjściowym składzie. 17 września 2013 w meczu przeciwko Boston Red Sox na Fenway Park zdobył 51. home runa w sezonie i pobił rekord klubowy należący do Brady'ego Andersona, który w 1996 zdobył 50 home runów. W 2013 zdobył w sumie 53 home runy (najwięcej w lidze), zwyciężył w klasyfikacji pod względem zaliczonych RBI (138) i otrzymał nagrodę Silver Slugger Award.
17 czerwca 2014 w spotkaniu z Tampa Bay Rays rozegranym na Tropicana Field w pierwszej połowie trzeciej zmiany, w momencie gdy wszystkie bazy były zajęte przez zawodników Orioles, zaliczył odbicie, które początkowo uznano jako ground rule double, jednak po obejrzeniu zapisu wideo sędziowie zmienili decyzję i ocenili to jako grand slam, co dało prowadzenie drużynie z Baltimore 5–0; ostatecznie Orioles wygrali ten mecz 7–5. Sześć dni później w meczu przeciwko Chicago White Sox na Camden Yards jako pinch hitter zdobył walk-off home runa; ostatnim zawodnikiem Orioles, który zanotował pinch-hit walk-off home run był Larry Sheets 24 sierpnia 1988 roku. We wrześniu 2014 został zawieszony na 25 meczów ze względu na pozytywny wynik testu na obecność amfetaminy w organizmie.
21 stycznia 2016 podpisał nowy siedmioletni kontrakt wart 161 milionów dolarów. To rekordowy kontrakt w historii klubu.

## Nagrody i wyróżnienia
| Nagroda/wyróżnienie  | Lata | Źródło |
| All-Star             | 2013 | [ 8 ]  |
| Silver Slugger Award | 2013 | [ 10 ] |